# Crambus tomanaellus
Crambus tomanaellus là một loài bướm đêm trong họ Crambidae.